# Kapralstwo
Kapralstwo – najmniejsza jednostka organizacyjna w szesnastowiecznym (i później) wojsku, składająca się z kilku lub więcej (zwykle od 18 lub 24 do 42) żołnierzy. Kapralstwo nie było jednak na polu walki jednostką taktyczną, tylko gospodarczą i szkoleniową, zarządzaną przez podoficera – kaprala. Kapral odpowiedzialny był za wyszkolenie podlegających mu żołnierzy (swoje zadania realizował przy pomocy oddanych mu do pomocy gefrajtrów, czyli doświadczonych żołnierzy-weteranów), a także za ich podstawowe wyposażenie oraz zaopatrzenie i wyżywienie.
W XVII-wiecznej piechocie zorganizowanej na wzorach szwedzkich, w skład jednej kompanii wchodziły trzy kapralstwa muszkieterów po 24 ludzi oraz trzy kapralstwa pikinierów po 18 ludzi.
W wojsku polskim występowała w jednostkach autoramentu cudzoziemskiego.